# Dudi Sela
Dudi Sela (Hebreeuws: דודי סלע) (Kirjat Sjmona, 4 april 1985) is een professioneel tennisser uit Israël. Sela speelt sinds 2002 professioneel tennis. In juli 2009 noteerde Sela zijn hoogste positie als nummer 29 van de wereldranglijst. Hij was anno 2015 de hoogste geklasseerde tennisser van Israël.
Sela bereikte de halve finale van het ATP-toernooi van Memphis 2009 waarin hij in de Tsjechische tennisser Radek Štěpánek zijn meerdere moest erkennen.

## Palmares
| Legenda                       | Legenda               |
| ----------------------------- | --------------------- |
| Grand Slam                    |                       |
| Olympische Spelen             |                       |
| tot 2009                      | vanaf 2009            |
| Tennis Masters Cup            | ATP Finals            |
| ATP Masters Series            | ATP Tour Masters 1000 |
| ATP International Series Gold | ATP Tour 500          |
| ATP International Series      | ATP Tour 250          |

### Enkelspel
| Nr.                  | Datum             | Toernooi    | Ondergrond | Tegenstander in finale  | Score            | Details |
| -------------------- | ----------------- | ----------- | ---------- | ----------------------- | ---------------- | ------- |
| Verloren finales     |                   |             |            |                         |                  |         |
| 1.                   | 28 september 2008 | ATP Peking  | Hardcourt  | Andy Roddick            | 4-6, 7-6, 3-6    | Details |
| 2.                   | 27 juli 2014      | ATP Atlanta | Hardcourt  | John Isner              | 3-6, 4-6         | Details |
| Gewonnen challengers |                   |             |            |                         |                  |         |
| 1.                   | 14 juli 2003      | Toljatti    | Hardcourt  | Juan Pablo Brzezicki    | 6-2, 6-4         |         |
| 2.                   | 25 juli 2005      | Lexington   | Hardcourt  | Bobby Reynolds          | 6-3, 3-6, 6-4    |         |
| 3.                   | 1 augustus 2005   | Vancouver   | Harcdourt  | Paul Baccanello         | 6-2, 6-3         |         |
| 4.                   | 16 juli 2007      | Toljatti    | Hardcourt  | Mikhail Ledovskikh      | 7-6, 6-3         |         |
| 5.                   | 22 oktober 2007   | Seoel       | Hardcourt  | Konstantinos Economidis | 6-4, 6-4         |         |
| 6.                   | 19 november 2007  | Yokohama    | Hardcourt  | Takao Suzuki            | 6-7, 6-4, 6-2    |         |
| 7.                   | 28 juli 2008      | Vancouver   | Hardcourt  | Kevin Kim               | 6-3, 6-0         |         |
| 8.                   | 2 mei 2010        | Rhodos      | Hardcourt  | Rainer Schüttler        | 7-6(3), 6-3      |         |
| 9.                   | 8 augustus 2010   | Vancouver   | Hardcourt  | Ričardas Berankis       | 7-5, 6-2         |         |
| 10.                  | 15 mei 2011       | Busan       | Hardcourt  | Tatsuma Ito             | 6-2, 6-7(5), 6-3 |         |
| 11.                  | 12 juni 2011      | Nottingham  | Hardcourt  | Jérémy Chardy           | 6-4, 3-6, 7-5    |         |
| 12.                  | 2 september 2012  | Bangkok     | Hardcourt  | Yuichi Sugita           | 6-1, 7-5         |         |
| 13.                  | 19 mei 2013       | Busan       | Hardcourt  | Alex Bogomolov jr.      | 6-1, 6-4         |         |
| 14.                  | 28 juli 2013      | Astana      | Hardcourt  | Michail Koekoesjkin     | 5-7, 6-2, 7-6(6) |         |
| 15.                  | 13 oktober 2013   | Tasjkent    | Hardcourt  | Teymuraz Gabashvimi     | 6-1, 6-2         |         |
| 16.                  | 12 april 2015     | Batman      | Hardcourt  | Blaž Kavčič             | 6-7(5), 6-3, 6-3 |         |
| 17.                  | 23 augustus 2015  | Vancouver   | Hardcourt  | John-Patrick Smith      | 6-4, 7-5         |         |
| 18.                  | 1 november 2015   | Suzhou      | Hardcourt  | Matija Pecotic          | 6-1, 1-0 opgave  |         |
| 19.                  | 27 maart 2016     | Shenzhen    | Hardcourt  | Di Wu                   | 6-4, 6-3         |         |
| 20.                  | 14 januari 2017   | Canberra    | Hardcourt  | Jan-Lennard Struff      | 3-6, 6-4, 6-3    |         |
| 21.                  | 18 juni 2017      | Nottingham  | Gras       | Thomas Fabbiano         | 4-6, 6-4, 6-3    |         |

### Dubbelspel
| Nr.                           | Datum            | Toernooi     | Ondergrond | Partner          | Tegenstanders in finale            | Score            | Details |
| ----------------------------- | ---------------- | ------------ | ---------- | ---------------- | ---------------------------------- | ---------------- | ------- |
| Gewonnen finales heren dubbel |                  |              |            |                  |                                    |                  |         |
| 1.                            | 1 mei 2016       | ATP Istanbul | Gravel     | Flavio Cipolla   | Andres Molteni Diego Schwartzman   | 6-3, 5-7, [10-7] | Details |
| Gewonnen finales challengers  |                  |              |            |                  |                                    |                  |         |
| 1.                            | 18 november 2007 | Kaohsiung    | Hardcourt  | Stephen Amritraj | Rik De Voest Pierre-Ludovic Duclos | 6-4, 7-6(4)      |         |
| 2.                            | 22 juli 2012     | Binghamton   | Hardcourt  | Harel Srugo      | Adrien Bossel Michael McClune      | 6-2, 3-6, [10-8] |         |
| 3.                            | 31 maart 2013    | Le Gosier    | Hardcourt  | Jimmy Wang       | Philipp Marx Florin Mergea         | 6-1, 6-2         |         |
| 4.                            | 25 oktober 2015  | Ningbo       | Hardcourt  | Amir Weintraub   | Nikola Metkic Franko Skugor        | 6-3, 3-6, [10-6] |         |

## Resultaten grote toernooien
| Legenda | Legenda                          |
| ------- | -------------------------------- |
| g.t.    | geen toernooi gehouden           |
| l.c.    | lagere categorie                 |
| –       | niet deelgenomen                 |
| G       | uitgeschakeld in de groepsfase   |
| 1R      | uitgeschakeld in de eerste ronde |
| 2R      | uitgeschakeld in de tweede ronde |
| 3R      | uitgeschakeld in de derde ronde  |
| 4R      | uitgeschakeld in de vierde ronde |
| KF      | uitgeschakeld in de kwartfinale  |
| HF      | uitgeschakeld in de halve finale |
| F       | de finale verloren               |
| W       | het toernooi gewonnen            |
| w-v     | winst/verlies-balans             |

### Enkelspel
| toernooi             | 2005 | 2006 | 2007 | 2008 | 2009 | 2010 | 2011 | 2012 | 2013 | 2014 | 2015 | 2016 | 2017 | 2018 |
| -------------------- | ---- | ---- | ---- | ---- | ---- | ---- | ---- | ---- | ---- | ---- | ---- | ---- | ---- | ---- |
| grandslamtoernooien  |      |      |      |      |      |      |      |      |      |      |      |      |      |      |
| Australian Open      | –    | –    | 2R   | 2R   | 3R   | 1R   | 1R   | 1R   | 1R   | 1R   | 3R   | 3R   | 2R   | 1R   |
| Roland Garros        | 1R   | –    | –    | 1R   | 2R   | 1R   | –    | 1R   | –    | 1R   | 2R   | 1R   | –    | 1R   |
| Wimbledon            | –    | –    | –    | 1R   | 4R   | 1R   | 2R   | 1R   | 1R   | 1R   | 1R   | 1R   | 3R   | 1R   |
| US Open              | –    | –    | 2R   | 1R   | 1R   | 2R   | 2R   | –    | 2R   | 2R   | 1R   | 1R   | 2R   |      |
| ATP Masters 1000     |      |      |      |      |      |      |      |      |      |      |      |      |      |      |
| Indian Wells         | –    | –    | –    | 2R   | –    | 3R   | –    | 2R   | –    | 1R   | –    | –    | 1R   | 2R   |
| Miami                | –    | –    | –    | 3R   | 1R   | 2R   | –    | 1R   | 2R   | –    | –    | –    | 2R   | –    |
| Monte Carlo          | –    | –    | –    | –    | –    | –    | –    | –    | –    | –    | –    | –    | –    | –    |
| Madrid               | l.c. | l.c. | l.c. | l.c. | –    | –    | –    | –    | –    | –    | –    | –    | –    | –    |
| Rome                 | –    | –    | –    | –    | –    | –    | –    | –    | –    | –    | –    | –    | –    | –    |
| Montréal/Toronto     | –    | –    | –    | –    | 1R   | –    | –    | –    | –    | –    | –    | –    | 1R   |      |
| Cincinnati           | –    | –    | –    | –    | 1R   | –    | –    | –    | –    | –    | –    | –    | –    |      |
| Shanghai             | l.c. | l.c. | l.c. | l.c. | 1R   | –    | –    | –    | –    | –    | –    | –    | –    |      |
| Parijs               | –    | –    | –    | –    | –    | –    | –    | –    | –    | –    | –    | –    | –    |      |
| olympisch            |      |      |      |      |      |      |      |      |      |      |      |      |      |      |
| Olympische Spelen    | g.t. | g.t. | g.t. | –    | g.t. | g.t. | g.t. | –    | g.t. | g.t. | g.t. | 2R   | g.t. | g.t. |
| statistieken         |      |      |      |      |      |      |      |      |      |      |      |      |      |      |
| totaal aantal titels | 0    | 0    | 0    | 0    | 0    | 0    | 0    | 0    | 0    | 0    | 0    | 0    | 0    | 0    |
| eindejaarsranking    | 170  | 202  | 64   | 112  | 43   | 75   | 83   | 109  | 73   | 98   | 100  | 96   | 67   |      |

### Dubbelspel
| toernooi             | 2008 | 2009 | 2010 | 2011 | 2012 | 2013 | 2014 | 2015 | 2016 | 2017 | 2018 |
| -------------------- | ---- | ---- | ---- | ---- | ---- | ---- | ---- | ---- | ---- | ---- | ---- |
| grandslamtoernooien  |      |      |      |      |      |      |      |      |      |      |      |
| Australian Open      | 1R   | –    | 2R   | 1R   | –    | –    | –    | –    | –    | –    | 1R   |
| Roland Garros        | 1R   | –    | 2R   | –    | 2R   | –    | –    | –    | 1R   | –    | –    |
| Wimbledon            | –    | 1R   | –    | –    | 1R   | –    | –    | –    | 2R   | 1R   | –    |
| US Open              | –    | 3R   | –    | –    | –    | –    | –    | –    | 2R   | 3R   |      |
| ATP Masters 1000     |      |      |      |      |      |      |      |      |      |      |      |
| (nog) geen deelnames |      |      |      |      |      |      |      |      |      |      |      |
| olympisch            |      |      |      |      |      |      |      |      |      |      |      |
| Olympische Spelen    | –    | g.t. | g.t. | g.t. | –    | g.t. | g.t. | g.t. | –    | g.t. | g.t. |
| statistieken         |      |      |      |      |      |      |      |      |      |      |      |
| totaal aantal titels | 0    | 0    | 0    | 0    | 0    | 0    | 0    | 0    | 1    | 0    | 0    |
| eindejaarsranking    | 487  | 209  | 174  | 382  | 257  | 258  | 808  | 394  | 155  | 176  |      |